# لانچیا آسترا
لانچیا آسترا (Lancia Astura) خودرویی است که در سال‌های ۱۹۳۱ تا ۱۹۳۹تولید شده‌است. 
طراحی آن خودروهای موتور جلو-محور عقب بوده ‌است. سیستم جعبه‌دندهٔ آن ۴ دنده به صورت دستی است.